# 敘敘苑
株式會社敘敘苑（日语：／）是經營日式燒肉連鎖店「敘敘苑」的企業，總部位於日本東京都港區。

## 概要
由神奈川縣橫須賀市出身的在日韓國人朴泰道（通名新井泰道、1942年10月18日 - ）在1976年4月於六本木創業。公司名來自於肉在燒烤時的聲音。
1960年代起，六本木的「東京園」為韓國烤肉最為知名的餐廳之一。「敘敘苑」也同樣在外苑東通創業，從狹小店鋪起，隨著泡沫經濟逐漸發展成現在擁有業界第一營業額的連鎖燒肉店。各店價格有所差異，郊外以家庭為主，都心則以偏向高級燒肉。其中高級店面定名為「游玄亭」以作區別。
以服務為重點，其中「餐後的免費甜點」、「離開用來消除氣味的口香糖」皆源自敘敘苑。
敘敘苑在首都圈居民的認知度極高，其中六本木、麻布、赤坂、新宿、銀座等都心店舖更是高級燒肉店的代名詞。參加全國撥放的電視或廣播的藝人或名人常以敘敘苑為話題，因此在未展店的首都圈外也有一定知名度。
此外，每年5月左右還會舉行「敘敘苑盃藝能人高爾夫冠軍決定戰」。
看板上的「敘敘苑」字體為搞笑組合爆笑問題成員太田光父親所設計。

## 沿革
- 1976年4月 - 創業（六本木本店開店）
- 1984年4月 - 設立株式會社敘敘苑
- 1988年7月 - 遊玄亭新宿開店
- 1991年4月 - 游玄亭西麻布本館開店
- 1992年7月 - 敘敘苑第三大樓竣工
- 2002年11月 - Eat-in & Delivery麻布十番Take Out Shop開店
- 2004年4月 - 燦燦亭春日部店開店
- 2006年4月 - 錦糸町東急Store（日语：東急ストア） Delica Shop開店
- 2006年12月21日 - 首都圈以外首次開店。大阪游玄亭大阪新大谷飯店（日语：ホテルニューオータニ大阪）店開幕。
- 2008年10月10日 - 廣島開設中國地方第一間分店－敘敘苑廣島福屋（日语：福屋）店（現福屋廣島八丁堀店）。
- 2009年4月23日 - 名古屋開設東海地方第一間分店－敘敘苑名古屋名站店。
- 2013年12月13日 - 札幌開設北海道地方第一間分店－敘敘苑札幌薄野店開幕。
- 2015年4月24日 - 金澤開設北陸地方第一間分店－敘敘苑金澤店。
- 2015年12月1日 - 仙台開設東北地方第一間分店－敘敘苑仙台國分町店。

## 敘敘苑盃藝能人高爾夫冠軍決定戰
| 屆     | 時間           | 地點                          | 優勝者     | 最佳總桿數         | 備註                       |
| ------ | -------------- | ----------------------------- | ---------- | ------------------ | -------------------------- |
| 第1回  | 2000年7月24日  | 千葉縣The Privilege Golf Club | 寺泉憲     | 館廣、渡部繪美     |                            |
| 第2回  | 2001年10月22日 | 埼玉縣石坂高爾夫倶樂部        | 中嶋悟     | 中嶋悟             |                            |
| 第3回  | 2002年10月29日 | 千葉縣總成鄉村俱樂部          | 野口五郎   | 野口五郎           |                            |
| 第4回  | 2003年11月10日 | 千葉縣總成鄉村俱樂部          | 小林旭     | 小林旭             |                            |
| 第5回  | 2004年5月31日  | 千葉縣總成鄉村俱樂部          | 森洋子     | 松崎茂             |                            |
| 第6回  | 2005年5月16日  | 千葉縣總成鄉村俱樂部          | 岩本恭生   | 岩本恭生           |                            |
| 第7回  | 2006年5月22日  | 千葉縣總成鄉村俱樂部          | 西岡德馬   | 西岡德馬           |                            |
| 第8回  | 2007年5月21日  | 千葉縣總成鄉村俱樂部          | 拉沙爾石井 | 渡邊裕之           |                            |
| 第9回  | 2008年5月19日  | 千葉縣總成鄉村俱樂部          | 栗田貫一   | 栗田貫一           |                            |
| 第10回 | 2009年5月11日  | 千葉縣總成鄉村俱樂部          | 渡邊裕之   | 栗田貫一           | 特別嘉賓石川遼             |
| 第11回 | 2010年5月24日  | 千葉縣總成鄉村俱樂部          | 石田純一   | 石田純一           | 特別嘉賓石川遼             |
| 第12回 | 2011年5月23日  | 千葉縣總成鄉村俱樂部          | 淺茅陽子   | 渡邊裕之、藤田佳子 | 特別嘉賓池田勇太           |
| 第13回 | 2012年5月28日  | 埼玉縣久邇鄉村俱樂部          | 河村隆一   | 藤田佳子           | 由於暴雨未完賽             |
| 第14回 | 2013年6月10日  | 千葉縣Lakewood總成鄉村俱樂部  | 金子昇     | 梶原雄太、藤田佳子 | 場地為原總成鄉村俱樂部     |
| 第15回 | 2014年6月9日   | 神奈川縣Lakewood Golf Club    | 清水圭     | 不明               |                            |
| 第16回 | 2015年5月26日  | 神奈川縣Lakewood Golf Club    | 北野武     | 渡邊裕之、藤田佳子 | 最佳總桿數分為男子、女子組 |

## 「黑毛和牛」標示不符問題
2004年11月至2007年3月賣出的2,442組燒肉套餐「美味極上黑毛和牛」的腿肉543kg中約有7成混入雜交牛肉，腿肉並被標示為「里肌肉」（ロース）。

## 非法勞工就業問題
1999年左右，多數非法外國勞工在當時遭到解雇。其中遭解雇的一對夫婦仍持續與敘敘苑社長往來，在2004年獲得某店經營權後，成為直營店以外唯一使用「敘敘苑」商號、食材的店面。該夫婦因非法就業於2008年4月6日提出上訴，使得這段過程曝光。2009年3月27日，東京地裁裁判長杉原則彥表示「夫婦長期勤奮工作，獲得敘敘苑社長認可取得營業權。雖然這是非法狀態，但營業的經濟價值十分高，失去一切非常殘酷」，裁定勝訴。

## 備註
1. ↑  特集//青商会ウリ民族フォーラム98･東京 的存檔，存档日期2009-04-15. - 朝鮮新報
2. ↑  決断のとき・叙々苑社長 新井泰道編［5］ 的存檔，存档日期2016-03-04. - 日経レストランONLINE 2008年4月28日
3. ↑  最強焼肉店 叙々苑の儲かり戦略とは!? - 『がっちりマンデー!!』（TBSテレビ） 2007年3月11日放送
4. ↑  『爆笑問題の日曜サンデー』（TBSラジオ）、2010年3月8日、同年11月14日放送。ただし、太田によると「叙々苑の社長と（太田の父が）ケンカして、今はそれ言っちゃいけない」とのことである。
5. ↑  叙々苑[永久] 「黒毛和牛」に交雑種の牛肉混ぜる -  日テレNEWS24 2007年3月29日
6. ↑  株式会社叙々苑における牛肉の不適正表示に対する措置について 的存檔，存档日期2012-01-19. - 農林水産省 プレスリリース 平成19年3月28日
7. ↑  不法残留20年[永久] 韓国人夫婦が提訴「実績評価して」 - MSN産経ニュース 2008.4.7
8. ↑  韓国人夫婦の在留認める 焼き肉店経営の業績を評価- 47NEWS（共同通信） 2009/03/27 （页面存档备份，存于）

## 外部連結
- 敘敘苑官网 （页面存档备份，存于） （简体中文）